# Casa de Schönau
Casa de Schönau este o veche casă nobiliară provenită din Alsacia care s-a stabilit și a avut proprietăți în Munții Pădurea Neagră. Casa de Schönau încă există și în ziua de astăzi. A avut numeroase teritorii în special în Marca de Baden, fiind vasală a casei de Habsburg în cadrul Austriei Anterioare.